# Rhinogobius similis
Cá bống Amur (Danh pháp khoa học: Rhinogobius similis) là một loài cá bống nước ngọt trong họ cá bống Oxudercidae, thuộc chi Rhinogobius(cá bống tê giác), chúng là loài bản địa của châu Á từ Nhật Bản cho đến Trung Quốc và môi trường sống hoang dã của chúng còn được du nhập vào nhiều quốc gia ở châu Á nơi chúng được báo cáo là đã được bản địa hóa và ảnh hưởng đến hệ sinh thái địa phương. Loài cá bống Amur này có thể có chiều dài lên đến 10 cm (3,9 in) tính theo chiều dài tổng của cơ thể